# Hipster hop
Hipster hop o Hipster rap è un sottogenere della musica hip hop nato negli Stati Uniti all'inizio degli anni 2000.
È diventato famoso grazie ad artisti come Kid Cudi, Donald Glover, Kid Sister, Azealia Banks e Chiddy Bang.

## Origini
Il nome del sottogenere deriva dalla fusione delle parole hipster e hip hop. Il critico Matt Preira scrisse sul Miami New Times che lo hipster-hop costituisce una "transizione individuabile all'interno della musica rap" in cui si incorporano elementi della cultura hipster. Preira lo definisce "un microgenere in espansione che mira a imporsi prepotentemente come mainstream". Miles Raymer del Chicago Reader sostiene che i rapper hipster "giocano con i simboli dell'hip hop old school" ma che il sottogenere "incarna lo stesso tipo di ideale utopistico e onnicomprensivo che incarnava l'hip hop della vecchia guardia". Sempre secondo Raymer, lo hipster hop costituisce "l'avanguardia della contaminazione tra il rap e la musica dance," ed è dominato da mode e atteggiamenti propri degli hipster.

## Caratteristiche
Lo hipster rap utilizza elementi di rap tradizionale, hip hop, pop, contemporary R&B e musica rock. La critica ha associato tendenzialmente il genere con la città statunitense di Seattle e a gruppi come i Mad Rad, sebbene questi rifiutino l'etichetta di hipster rap.